# Aqua (Album)
Aqua ist das vierte Studioalbum der englischen AOR-/Progressive-Rock-Band Asia, aus dem Jahr 1992.

## Hintergrund
Nach dem Ende der letzten Asia-Tour im April 1991 war die Band (John Wetton, Geoff Downes, Carl Palmer, Pat Thrall) auseinandergefallen. Nach England zurückgekehrt, entschloss sich Geoff Downes dazu, mit der Unterstützung des Managers Sir Henry Cowell und des ARC Managements, Asia mit einem anderen Konzept rundzuerneuern. Downes war darauf bedacht, die Band nicht in die Nostalgie-Ecke geraten zu lassen, und wollte deshalb einige jüngere Musiker in die Band aufnehmen. Sein Ziel war es dabei aber, den Generationswechsel möglichst nicht abrupt zu vollziehen, um so wenige Anhänger der alten Besetzung wie möglich zu verprellen. Denn da lediglich Downes selbst vom alten Lineup übriggeblieben war und nicht nur Sänger John Wetton ersetzt, sondern auch ein neuer Schlagzeuger und ein neuer Gitarrist gefunden werden musste, stand er vor dem Problem, eine neue Band überhaupt glaubwürdig als Asia vorstellen und vermarkten zu können. Er sicherte sich daher die Mitarbeit von Carl Palmer und Steve Howe, allerdings nur als Gastmusiker und nur für einige Tage. Beide waren zwar nicht begeistert, wieder für Asia zu spielen, da sie zur gleichen Zeit an anderen Projekten arbeiteten (Palmer nahm mit den reformierten Emerson, Lake and Palmer das Comeback-Album Black Moon auf, Howe arbeitete an dem Yes-Album Union sowie an seinem Solo-Album Turbulence), willigten jedoch ein, die neuen Asia zu unterstützen. Dies sollte nicht nur den Fans den Besetzungswechsel erleichtern, es würde auch für die Verkaufszahlen des Albums förderlich sein.
Was die Besetzung der Band anging, überlegte Downes zunächst, erneut den vorigen Asia-Gitarristen Pat Thrall zu gewinnen, doch dieser war schon wieder in die USA zurückgekehrt, wo er mit Curtis Stigers zusammenarbeitete. Downes tat sich daraufhin mit dem Bassisten und Sänger John Payne zusammen, den er 1987/88 bei den Sessions zu einem Projekt namens Rain kennengelernt hatte, an denen auch die vorherigen Asia-Musiker Michael Sturgis (Schlagzeug) und Scott Gorham (Gitarre), sowie Max Bacon, der ehemalige Sänger von Steve Howes Band GTR, beteiligt gewesen waren.
Neben Downes, Payne, Howe und Palmer spielten auf dem neuen Asia-Album der Heavy-Metal-Gitarrist Al Pitrelli (ex-Alice Cooper), der seine Beiträge in einer knappen Woche einspielte, der Gitarrist Anthony Glynne und die Schlagzeuger Simon Phillips (der in den Anfangstagen Asias bereits als Schlagzeuger der Band gehandelt worden war), Nigel Glockler (von Howes ehemaliger Band GTR) und Michael Sturgis.
Die Arbeiten am neuen Album Aqua wurden ab Juni 1991 aufgenommen. Zunächst wurden einige Songs von Downes' Rain-Sessions für Aqua neu eingespielt, darunter Who will stop the Rain?, nach dem das Projekt benannt war, und Someday. Dann entstanden fünf oder sechs neue Songs, die die Rain-Stücke ergänzten, darunter A far Cry und Heaven on Earth, ein Stück, das John Payne zusammen mit dem Keyboarder seiner vorigen Band The Passion, Andy Nye, geschrieben hatte. Bis zum Oktober entstanden die restlichen Songs, die dann im Winter aufgenommen wurden.
Das Album sollte in England zunächst auf dem Label FM-Revolver erscheinen. Doch als die Firma sich weigerte, eine zugesagte Vorauszahlung zu leisten, wechselte die Band zum Label Musidisc, das das Album in Europa veröffentlichte. In Japan behielten sie ihre alte Plattenfirma Warner Music Japan, in den USA übernahm Great Pyramid das Album.

## Titelliste
1. Aqua, Pt. 1 (Downes, Howe, Payne) – 2:27
2. Who Will Stop the Rain? (Downes, Warman, Woolfenden) – 4:35
3. Back in Town (Downes, Payne) – 4:09
4. Love Under Fire (Downes, Lake) – 5:15
5. Someday (Downes, Warman) – 5:48
6. Little Rich Boy (Downes, Payne) – 4:37
7. The Voice of Reason (Downes, Payne) – 5:37
8. Lay Down Your Arms (Downes, Hart, Payne) – 4:14
9. Crime of the Heart (Downes, Warman) – 5:57
10. A Far Cry (Downes, Hart, Mitchell, Payne) – 5:30
11. Don't Call Me (Downes, Warman) – 4:55
12. Heaven on Earth (Nye, Payne) – 4:54
13. Aqua, Pt. 2 (Downes, Payne) – 2:14

Anmerkungen
- Auf den Stücken Who will stop the Rain? und Someday, die noch von den Rain Sessions Downes' (1987) übriggeblieben waren, ist der Schlagzeuger Michael Sturgis, der bereits 1987 kurzzeitig zu Asia gehörte, zu hören.
- Ebenfalls wiederverwendet wurde der Song Love under Fire, er stammte von Downes' und Greg Lakes Ride the Tiger-Projekt. Die Ride the Tiger-Version wurde 1997 auf dem Lake-Album From the Beginning veröffentlicht.
- In den USA wurde das Album ohne den Song Little rich Boy veröffentlicht.
- Der frühere Asia-Gitarrist Steve Howe ist als Gastmusiker auf den Stücken Aqua Part 1, Who will stop the Rain?, Back in Town, Someday, The Voice of Reason und Lay down your Arms zu hören.
- Lay down your Arms wurde in dem englischen Animationsfilm Freddie as F. R. 0. 7/Freddie, der Superfrosch verwendet
- Heaven on Earth ist ein Stück, das John Payne zusammen mit dem Keyboarder seiner vorigen Band The Passion, Andy Nye, geschrieben hatte.
- Einige Stücke der Aqua-Sessions kamen nicht auf das Album, wurden aber 1996 auf den Archiv-Kompilationen Archiva 1 und Archiva 2 veröffentlicht: Heart of Gold (Downes/Payne), Fight against the Tide (Payne/Nye), I can't wait a Lifetime (Payne/Nye), das später auch ein Kandidat für Arena war, sowie Obsession (Payne/Rodford).

## Cover
Über den zeitweiligen Vertrag mit FM-Revolver waren die Asia-Musiker mit der Band Magnum in Kontakt gekommen, die ebenfalls bei diesem Label unter Vertrag war. Über sie lernten sie den Fantasy-Künstler Rodney Matthews kennen, der nun an Stelle Roger Deans für das Plattencover verantwortlich zeichnete. Die Band suchte sich ein Bild aus, das eine futuristische Unterwasserszene zeigte, und daraus ergab sich das Konzept des Albums ebenso wie sein Titel: Aqua.

## Besetzung
- Geoffrey Downes – Keyboard, Begleitgesang
- John Payne – Gesang, Bass, Gitarre, Begleitgesang

### Mit
- Carl Palmer – Schlagzeug, Percussion
- Al Pitrelli – Gitarre
- Steve Howe – Gitarre

### Gastmusiker
- Simon Phillips – Schlagzeug
- Nigel Glockler – Schlagzeug
- Anthony Glynne – Gitarre
- Scott Gorham – Gitarre

Anmerkung:
Diese Angaben sind aus den Büchern Dave Gallants und dem Booklet zur CD zusammengestellt. Es ist nicht zu eruieren, welcher Musiker auf welchem Stück zu hören ist, mit Ausnahme von Downes, Payne und Howe.

## Stil
Das gesamte Werk der Band Asia bewegt sich im Rahmen der Rockmusik. Aqua markiert jedoch einen Bruch mit einigen Charakteristika der drei ersten Alben Asia (1982), Alpha (1983) und Astra (1985).
Die stärker am Progressive Rock der 1970er Jahre orientierten Stilmittel waren bereits bis Astra stark zurückgenommen worden, auf Aqua fehlten sie ganz. Auch wenn Downes Wert darauf legte, mit Steve Howe und Carl Palmer die Kontinuität zur ersten Bandphase zu betonen, fiel das Fehlen Wettons als Songwriter deutlich ins Gewicht. Die nun vorwiegend von Downes und Payne geschriebenen Stücke gingen stärker in die Richtung eines Mainstream-Hard Rock amerikanischer Prägung, ohne das für Wetton und die Produktionen Mike Stones (des früheren Produzenten der Band) typische Pathos. Erstmals waren bei Asia Blues und Rhythm-and-Blues-Elemente zu hören, wenn auch nur verhalten. Die Gitarre stand dementsprechend stärker im Vordergrund, sie klang im Vergleich zu den ersten drei Alben deutlich verzerrter und war dem Stil des Hardrock zuzurechnen.

## Tournee
Der Verkauf des neuen Albums sollte durch eine Tournee gefördert werden. Dafür engagierten Downes, Payne und der Manager Henry Cowell den Gitarristen Vinny Burns, der zuvor in der Rockband Dare des ehemaligen Thin-Lizzy-Musikers Darren Wharton gespielt hatte. Man wandte sich an den früheren Asia-Schlagzeuger Carl Palmer, doch dieser stand wegen seines Engagements bei Emerson, Lake and Palmer nicht zur Verfügung. Da Sturgis mittlerweile bei 21 Guns spielte, und ebenfalls nicht verfügbar war, engagierten sie Trevor Thornton für die Tour. Als Special Guest ging Steve Howe mit auf die Tournee. Er spielte allerdings nicht das gesamte Konzert mit der Band: zunächst spielten Asia ohne ihn einige Stücke von Astra und Aqua, danach trat Howe auf und spielte das restliche Set mit.
Am 30. Mai 1992 startete die Aqua-Tour in Worcester, England, in einer Halle, die etwa 1.000 Personen fasste. Wie bei einer erneut fast völlig neuen Band zu erwarten, verliefen die ersten Konzerte nicht gut, doch die Japan-Konzerte im Juni präsentierten eine deutlich besser eingespielte Band. Im Juli kehrten Asia dann nach England zurück, von wo aus sie bis Februar 1993 Europa, die USA und Kanada bereisten.
Im Verlauf der Tour wurde allen Beteiligten klar, dass Downes und Payne Asia als ihr alleiniges Projekt ansahen. Daraufhin verließ zunächst Gitarrist Burns die Band. Er wurde für einige Festival-Auftritte in Rumänien, Estland, der Schweiz, Deutschland und Belgien durch Keith More von der Progressive-Rock-Band Arena ersetzt. Danach verließen auch er und Thornton die Band.

## Erfolge
Aqua erschien am 10. März 1992 in Japan, wo sich das Album 60.000 Mal verkaufte und damit schnell Platz 1 in den Charts erreichte. Allerdings blieb Japan das einzige Land, in dem das Album einen derartigen Erfolg hatte. Als Single wurde Who will stop the Rain? ausgekoppelt, für das sogar ein Video (mit einer Western-Thematik) geplant war. Doch es stellte sich heraus, dass die Plattenfirma Great Pyramid sich die Dreharbeiten nicht leisten konnte.
Asias Management ARC sicherte zudem die Verwendung des Stückes Lay down your Arms in dem Film Freddie as F. R. 0. 7/Freddie, der Superfrosch, dem bis dahin teuersten britischen Animationsfilm. Als sich allerdings herausstellte, dass es sich dabei um einen Film über einen Frosch handelte, der als Geheimagent arbeitete, waren Asia nicht unglücklich darüber, dass der Film kein großer Erfolg wurde.
Am Ende der Aqua-Tour hatte sich herausgestellt, dass die neue Bandphase einigermaßen erfolgreich angelaufen war: Aqua hatte sich in etwa so gut verkauft wie Astra (1985) oder die Compilation Then and Now und die Tour, obwohl hauptsächlich in kleinen Hallen, war gut besucht gewesen.